# Podestà

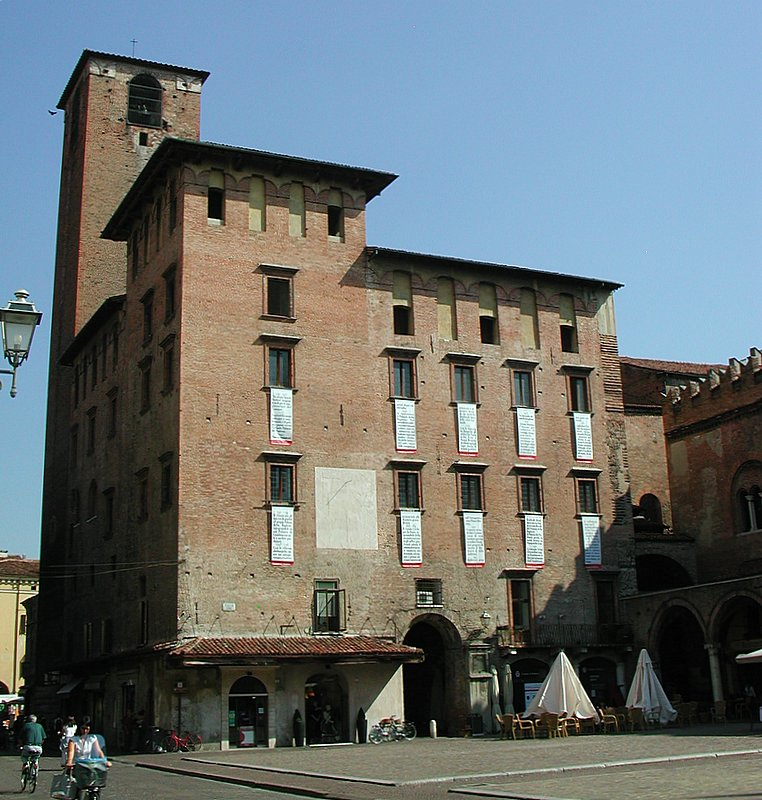
O palácio medieval do podestá de Mântua.

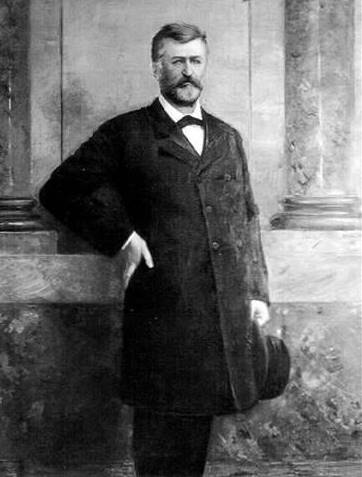
Paolo Oss Mazzurana, podestà de Trento no século XIX.

Podestà [podeˈsta] foi um título italiano. Deriva do latim potestas, significando autoridade ou poder. Em tempos mais antigos teve as variantes podestade ou podestate. É relacionado com potestade, uma categoria das antigas hierarquias angélicas. O ofício do podestà era chamado podesteria.
O título surgiu na Idade Média como uma magistratura individual, que a partir do século XII substitui o sistema coletivo do Consulado. Suas origens, porém, não são claras. Em alguns locais pode ter sido uma evolução natural do Consulado, em outros pode ter sido inspirada na figura do ditador do Império Romano. Aparentemente os primeiros podestà imperiais foram designados em 1158 pelo imperador germânico Frederico I em cidades italianas sob seu controle. Duas décadas depois, Bérgamo, Lodi, Parma e Pádua já tinham seus podestà, escolhidos de maneira autônoma.
A podesteria se consolidou entre os séculos XIII e XIV, tornando-se a maior autoridade civil das comunas, com atribuições principalmente judiciárias e executivas, mas também podiam exercer funções militares e policiais em tempos de conflito. Era uma função tipicamente exercida por um curto período, em geral de seis meses a dois anos. O podestà podia ser indicado pelo antecessor, ser aclamado pelo povo ou ser indicado pelos conselhos comunais, pelo papa, pelo imperador ou por grandes senhores feudais. Como a vida nas comunas era frequentemente turbulenta, os podestà eram estrangeiros, a fim de que interesses e lutas de poder locais não interferissem em suas decisões. Ao término de seu mandato sua atuação era submetida a escrutínio. Deviam obediência aos estatutos, leis e regras das comunas, presidiam o Conselho, e tinham o direito de criar ou suprimir impostos e indicar os ocupantes de uma série de importantes magistraturas auxiliares, como o Capitano del Popolo (Capitão do Povo), os priores e os juízes. Na Idade Média preferia-se que pertencessem a famílias nobres e tivessem formação em Direito e fama de bons administradores, e os plebeus que se distinguissem pelo bom governo podiam ser enobrecidos. Muitos podestà fizeram carreira nesta função, administrando várias cidades sucessivamente.
A partir do século XVI, especialmente nas regiões do Vêneto e Lombardia e outros locais sujeitos ao domínio do Império Austríaco, passou a ser uma magistratura eminentemente administrativa, constituindo a autoridade máxima do Poder Executivo. Durante o regime fascista os podestà passaram a ser nomeados pelo governo e acumularam vários poderes antes atribuídos aos sindaci (prefeitos), à Junta Municipal e ao Conselho Comunal, podendo ser auxilado por um ou dois vice-podestà. A instituição da podesteria foi abolida em 1944, transferindo-se aos sindaci (síndicos) eleitos pelo voto popular a chefia da administração comunal.